# Schistidium calycinum
Schistidium calycinum là một loài Rêu trong họ Grimmiaceae. Loài này được (Herzog) Ochyra mô tả khoa học đầu tiên năm 1998.